# 白云边酒
白云边酒是湖北松滋产的兼香型白酒。源于1952年成立的白云边酒厂，大跃进至文化大革命期间为扩大茅台生产而推行茅台异地生产试验，酒厂曾承担此项政治任务，虽未成功，但汲取了茅台工艺，提升了品质，使白云边酒成了酱浓兼香型白酒。和因采用酱香和浓香分窖发酵，出酒后再勾兑，而以浓香为主的兼香型玉泉酒不同，白云边酒是以半砖半泥窖双轮发酵，所以虽也同为兼香型，白云边酒是以酱香为主。